# 1280
Cette page concerne l'année 1280  du calendrier julien. Pour l'année 1280 av. J.-C., voir 1280 av. J.-C.
L'année 1280 est une année bissextile qui commence un lundi.

## Événements
- 27 janvier : édit de Kubilai Khan interdisant de pratiquer l'abattage rituel musulman en Chine sous peine de mort[1].
- Septembre : après la saison des pluies, le sultan de Delhi Balban intervient au Bengale où un chef turc, Tughrul, s’était déclaré indépendant. Il mène deux expédition en 1280 et 1281 et nomme comme gouverneur du Bengale son second fils Bughra Khan (fin en 1290)[2].
- 20 octobre : les troupes de l'ilkhan Abaqa s'emparent d'Alep sans pouvoir prendre la citadelle[3].
- Kubilai Khan envoie une ambassade à Indravarman IV, maharadjah du Champā pour lui demander sa fidélité vassalique. Effrayé, ce dernier est prêt à accepter, mais les seigneurs du Champā l’empêchent de le faire. Les Mongols envahissent le pays en 1281. La capitale, Vijaya, tombe en 1283, mais les forces mongoles s’avèrent impuissantes face aux partisans, et doivent évacuer le pays[3].

### Europe
- 9 mai : début du règne de Erik Magnusson, roi de Norvège.
- Septembre : le roi Alphonse X de Castille fait exécuter son almojarife juif Zag de La Maleha accusé de malversation[4]. Il laisse se développer un mouvement antisémite.
- 27 septembre : ordonnance d'Alsnö, en Suède (Alsnö stadga) : elle exempte d’impôt les hommes de l’armée du roi, les frälse (« libérés ») et distingue les « combattants à cheval » (riddare) de leurs valets d’arme (svenner)[5].
- 11 novembre : victoire du roi Ladislas IV de Hongrie sur les Coumans révoltés à Slankamen[6]. Il les empêche de quitter la Hongrie puis les utilise dans sa lutte contre les barons hongrois.
- 24 décembre : création de Peterhouse, premier collège de l'université de Cambridge[7]
- En Bulgarie, les boïars s’émancipent et chassent le dernier asénide. Ivan Asen III, l'ex-candidat de byzantins face à la rébellion d'Ivajo est écarté par Georges Terter, du fait de ses rapports avec Byzance. La guerre civile ruine le pays et permet l’infiltration des Mongols de la Horde d'or. La Bulgarie devient un véritable protectorat mongol, étroitement rattaché à la personne de Nogaï[3].

- Début du règne de Tuda Mangu, Khan de la Horde d'or (fin en 1287)[3].
- Disgrâce et exécution du Grand Rabin d’Aragon, Don Yuçaf de Ecija[8].

- Groupement des villes de la Hanse autour de Lubeck : première mention de la ligue des villes « Wendes », regroupant Lubeck, Kiel, Wismar, Rostock, plus tard Stralsund (généralement associée à Hambourg et Lunebourg)[9].
- Flandre : émeutes des métiers à Douai, à Ypres et Bruges vers 1280[10]. Dure répression.
- Grèves et émeutes à Provins, Orléans, Rouen, Caen et Béziers[11].
- Roumanie. La première mention documentaire de la ville Sighisoarta